# Tour de Omán 2024
La 13.ª edición del Tour de Omán se disputó entre el 10 y el 14 de febrero de 2024 en territorio omaní con inicio en la ciudad de Manah y final en la montaña Jebel Akhdar. La carrera constó de un total de cinco etapas y recorre una distancia de 603,9 kilómetros.
La carrera formó parte del UCI ProSeries 2024, calendario ciclístico mundial de segunda división, dentro de la categoría UCI 2.Pro. El vencedor fue el británico Adam Yates del UAE Emirates, quien estuvo acompañado en el podio por el checo Jan Hirt del Soudal Quick-Step y el neozelandés Finn Fisher-Black del UAE Emirates, como segundo y tercer clasificado respectivamente.

## Equipos participantes
Tomaron parte en la carrera 17 equipos: 9 de categoría UCI WorldTeam invitados por la organización, 4 de categoría UCI ProTeam, 3 de categoría Continental y el equipo nacional omaní. Formaron así un pelotón de 117 ciclistas de los que acabaron 112. Los equipos participantes fueron:
| WorldTeams (9)- Arkéa-B&B Hotels - Astana Qazaqstan Team - Bora-Hansgrohe - Cofidis - Intermarché-Wanty - Soudal Quick-Step - Team dsm-firmenich PostNL - Team Jayco AlUla - UAE Team Emirates ProTeams (4)- Burgos-BH - Equipo Kern Pharma - Lotto Dstny - Uno-X Mobility Equipos continentales (3)- JCL Team Ukyo - Roojai Insurance - Terengganu Cycling Team Equipo nacional- Omán |
| |

## Recorrido
El Tour de Omán dispuso de cinco etapas para un recorrido total de 603,9 kilómetros.
| Etapa     | Fecha     | Recorrido                                     | type                   | Distancia (km) | Desnivel (m) | Ganador           | Líder             |
| --------- | --------- | --------------------------------------------- | ---------------------- | -------------- | ------------ | ----------------- | ----------------- |
| 1.ª etapa | 10 de feb | Manah – Oman Convention and Exhibition Centre | etapa llana            | 181,5          | 907 m        | Caleb Ewan        | Caleb Ewan        |
| 2.ª etapa | 11 de feb | As-Sifah – Qurayyat                           | etapa escarpada        | 170,4          | 2154 m       | Finn Fisher-Black | Finn Fisher-Black |
| 3.ª etapa | 12 de feb | Jardín Naseem – Al Bustan                     | etapa escarpada        | 76             | 567 m        | Paul Magnier      | Luke Lamperti     |
| 4.ª etapa | 13 de feb | Fanja – Yitti Hills                           | etapa escarpada        | 104            | 1222 m       | Amaury Capiot     | Finn Fisher-Black |
| 5.ª etapa | 14 de feb | Samail – Sierra de Jabal Akhdar               | etapa de media montaña | 72             | 1178 m       | Adam Yates        | Adam Yates        |

## Desarrollo de la carrera

### 1.ª etapa
| Manah - Oman Convention and Exhibition Centre | etapa llana | (181,5 km) |

| \| Clasificación de la etapa \| Clasificación de la etapa \| Clasificación de la etapa \| Clasificación de la etapa \| Clasificación de la etapa \| \| Ciclista \| Ciclista \| Equipo \| Tiempo \| \| \| ------------------------- \| ------------------------- \| ------------------------- \| ------------------------- \| ------------------------- \| \| 1.º \| Caleb Ewan \| Team Jayco AlUla \| 4 h 23 min 28 s \| \| \| 2.º \| Bryan Coquard \| Cofidis \| + 0 s \| \| \| 3.º \| Alexander Kristoff \| Uno-X Mobility \| + 0 s \| \| \| 4.º \| Gleb Syritsa \| Astana Qazaqstan Team \| + 0 s \| \| \| 5.º \| Paul Magnier \| Soudal Quick-Step \| + 0 s \| \| \| 6.º \| Amaury Capiot \| Arkéa-B&B Hotels \| + 0 s \| \| \| 7.º \| Dries De Pooter \| Intermarché-Wanty \| + 0 s \| \| \| 8.º \| Matteo Malucelli \| JCLTeam Ukyo \| + 0 s \| \| \| 9.º \| Marc Brustenga \| Equipo Kern Pharma \| + 0 s \| \| \| 10.º \| Fabio Jakobsen \| Team dsm-firmenich PostNL \| + 0 s \| \| |                    |                           |                 |
| |                    |                           |                 |
| Fuente: ProCyclingStats |                    |                           |                 |
| Clasificación de la etapa |                    |                           |                 |
| Ciclista | Ciclista           | Equipo                    | Tiempo          |
| 1.º | Caleb Ewan         | Team Jayco AlUla          | 4 h 23 min 28 s |
| 2.º | Bryan Coquard      | Cofidis                   | + 0 s           |
| 3.º | Alexander Kristoff | Uno-X Mobility            | + 0 s           |
| 4.º | Gleb Syritsa       | Astana Qazaqstan Team     | + 0 s           |
| 5.º | Paul Magnier       | Soudal Quick-Step         | + 0 s           |
| 6.º | Amaury Capiot      | Arkéa-B&B Hotels          | + 0 s           |
| 7.º | Dries De Pooter    | Intermarché-Wanty         | + 0 s           |
| 8.º | Matteo Malucelli   | JCLTeam Ukyo              | + 0 s           |
| 9.º | Marc Brustenga     | Equipo Kern Pharma        | + 0 s           |
| 10.º | Fabio Jakobsen     | Team dsm-firmenich PostNL | + 0 s           |

| \| Clasificación general \| Clasificación general \| Clasificación general \| Clasificación general \| Clasificación general \| \| Ciclista \| Ciclista \| Equipo \| Tiempo \| \| \| --------------------- \| ---------------------- \| --------------------- \| --------------------- \| --------------------- \| \| 1.º \| Caleb Ewan \| Team Jayco AlUla \| 4 h 23 min 18 s \| \| \| 2.º \| Bryan Coquard \| Cofidis \| + 4 s \| \| \| 3.º \| Óscar Pelegrí \| Burgos-BH \| + 5 s \| \| \| 4.º \| Polychrónis Tzortzákis \| Roojai Insurance \| + 5 s \| \| \| 5.º \| Alexander Kristoff \| Uno-X Mobility \| + 6 s \| \| \| 6.º \| Gleb Syritsa \| Astana Qazaqstan Team \| + 10 s \| \| \| 7.º \| Paul Magnier \| Soudal Quick-Step \| + 10 s \| \| \| 8.º \| Amaury Capiot \| Arkéa-B&B Hotels \| + 10 s \| \| \| 9.º \| Dries De Pooter \| Intermarché-Wanty \| + 10 s \| \| \| 10.º \| Matteo Malucelli \| JCLTeam Ukyo \| + 10 s \| \| |                        |                       |                 |
| |                        |                       |                 |
| Fuente: ProCyclingStats |                        |                       |                 |
| Clasificación general |                        |                       |                 |
| Ciclista | Ciclista               | Equipo                | Tiempo          |
| 1.º | Caleb Ewan             | Team Jayco AlUla      | 4 h 23 min 18 s |
| 2.º | Bryan Coquard          | Cofidis               | + 4 s           |
| 3.º | Óscar Pelegrí          | Burgos-BH             | + 5 s           |
| 4.º | Polychrónis Tzortzákis | Roojai Insurance      | + 5 s           |
| 5.º | Alexander Kristoff     | Uno-X Mobility        | + 6 s           |
| 6.º | Gleb Syritsa           | Astana Qazaqstan Team | + 10 s          |
| 7.º | Paul Magnier           | Soudal Quick-Step     | + 10 s          |
| 8.º | Amaury Capiot          | Arkéa-B&B Hotels      | + 10 s          |
| 9.º | Dries De Pooter        | Intermarché-Wanty     | + 10 s          |
| 10.º | Matteo Malucelli       | JCLTeam Ukyo          | + 10 s          |

### 2.ª etapa
| As-Sifah - Qurayyat | etapa escarpada | (170,4 km) |

| \| Clasificación de la etapa \| Clasificación de la etapa \| Clasificación de la etapa \| Clasificación de la etapa \| Clasificación de la etapa \| \| Ciclista \| Ciclista \| Equipo \| Tiempo \| \| \| ------------------------- \| ------------------------- \| ------------------------- \| ------------------------- \| ------------------------- \| \| 1.º \| Finn Fisher-Black \| UAE Team Emirates \| 4 h 04 min 04 s \| \| \| 2.º \| Luke Lamperti \| Soudal Quick-Step \| + 2 s \| \| \| 3.º \| Diego Ulissi \| UAE Team Emirates \| + 2 s \| \| \| 4.º \| Anthon Charmig \| Astana Qazaqstan Team \| + 2 s \| \| \| 5.º \| Roger Adrià \| Bora-Hansgrohe \| + 2 s \| \| \| 6.º \| Adam Yates \| UAE Team Emirates \| + 2 s \| \| \| 7.º \| Mauri Vansevenant \| Soudal Quick-Step \| + 2 s \| \| \| 8.º \| Jenno Berckmoes \| Lotto Dstny \| + 2 s \| \| \| 9.º \| Alessandro Verre \| Arkéa-B&B Hotels \| + 6 s \| \| \| 10.º \| Davide De Pretto \| Team Jayco AlUla \| + 6 s \| \| |                   |                       |                 |
| |                   |                       |                 |
| Fuente: ProCyclingStats |                   |                       |                 |
| Clasificación de la etapa |                   |                       |                 |
| Ciclista | Ciclista          | Equipo                | Tiempo          |
| 1.º | Finn Fisher-Black | UAE Team Emirates     | 4 h 04 min 04 s |
| 2.º | Luke Lamperti     | Soudal Quick-Step     | + 2 s           |
| 3.º | Diego Ulissi      | UAE Team Emirates     | + 2 s           |
| 4.º | Anthon Charmig    | Astana Qazaqstan Team | + 2 s           |
| 5.º | Roger Adrià       | Bora-Hansgrohe        | + 2 s           |
| 6.º | Adam Yates        | UAE Team Emirates     | + 2 s           |
| 7.º | Mauri Vansevenant | Soudal Quick-Step     | + 2 s           |
| 8.º | Jenno Berckmoes   | Lotto Dstny           | + 2 s           |
| 9.º | Alessandro Verre  | Arkéa-B&B Hotels      | + 6 s           |
| 10.º | Davide De Pretto  | Team Jayco AlUla      | + 6 s           |

| \| Clasificación general \| Clasificación general \| Clasificación general \| Clasificación general \| Clasificación general \| \| Ciclista \| Ciclista \| Equipo \| Tiempo \| \| \| --------------------- \| --------------------- \| --------------------- \| --------------------- \| --------------------- \| \| 1.º \| Finn Fisher-Black \| UAE Team Emirates \| 8 h 27 min 22 s \| \| \| 2.º \| Luke Lamperti \| Soudal Quick-Step \| + 6 s \| \| \| 3.º \| Diego Ulissi \| UAE Team Emirates \| + 8 s \| \| \| 4.º \| Roger Adrià \| Bora-Hansgrohe \| + 12 s \| \| \| 5.º \| Anthon Charmig \| Astana Qazaqstan Team \| + 12 s \| \| \| 6.º \| Adam Yates \| UAE Team Emirates \| + 12 s \| \| \| 7.º \| Jenno Berckmoes \| Lotto Dstny \| + 12 s \| \| \| 8.º \| Mauri Vansevenant \| Soudal Quick-Step \| + 12 s \| \| \| 9.º \| Ben Zwiehoff \| Bora-Hansgrohe \| + 16 s \| \| \| 10.º \| Thomas Pesenti \| JCLTeam Ukyo \| + 16 s \| \| |                   |                       |                 |
| |                   |                       |                 |
| Fuente: ProCyclingStats |                   |                       |                 |
| Clasificación general |                   |                       |                 |
| Ciclista | Ciclista          | Equipo                | Tiempo          |
| 1.º | Finn Fisher-Black | UAE Team Emirates     | 8 h 27 min 22 s |
| 2.º | Luke Lamperti     | Soudal Quick-Step     | + 6 s           |
| 3.º | Diego Ulissi      | UAE Team Emirates     | + 8 s           |
| 4.º | Roger Adrià       | Bora-Hansgrohe        | + 12 s          |
| 5.º | Anthon Charmig    | Astana Qazaqstan Team | + 12 s          |
| 6.º | Adam Yates        | UAE Team Emirates     | + 12 s          |
| 7.º | Jenno Berckmoes   | Lotto Dstny           | + 12 s          |
| 8.º | Mauri Vansevenant | Soudal Quick-Step     | + 12 s          |
| 9.º | Ben Zwiehoff      | Bora-Hansgrohe        | + 16 s          |
| 10.º | Thomas Pesenti    | JCLTeam Ukyo          | + 16 s          |

### 3.ª etapa
| Jardín Naseem - Al Bustan | etapa escarpada | (76 km) |

| \| Clasificación de la etapa \| Clasificación de la etapa \| Clasificación de la etapa \| Clasificación de la etapa \| Clasificación de la etapa \| \| Ciclista \| Ciclista \| Equipo \| Tiempo \| \| \| ------------------------- \| ------------------------- \| ------------------------- \| ------------------------- \| ------------------------- \| \| 1.º \| Paul Magnier \| Soudal Quick-Step \| 1 h 47 min 54 s \| \| \| 2.º \| Luke Lamperti \| Soudal Quick-Step \| + 0 s \| \| \| 3.º \| Bryan Coquard \| Cofidis \| + 0 s \| \| \| 4.º \| Dries De Pooter \| Intermarché-Wanty \| + 0 s \| \| \| 5.º \| Roger Adrià \| Bora-Hansgrohe \| + 0 s \| \| \| 6.º \| Yevgeniy Gidich \| Astana Qazaqstan Team \| + 0 s \| \| \| 7.º \| Jenno Berckmoes \| Lotto Dstny \| + 0 s \| \| \| 8.º \| Lionel Taminiaux \| Lotto Dstny \| + 0 s \| \| \| 9.º \| Alexander Kristoff \| Uno-X Mobility \| + 0 s \| \| \| 10.º \| Finn Fisher-Black \| UAE Team Emirates \| + 0 s \| \| |                    |                       |                 |
| |                    |                       |                 |
| Fuente: ProCyclingStats |                    |                       |                 |
| Clasificación de la etapa |                    |                       |                 |
| Ciclista | Ciclista           | Equipo                | Tiempo          |
| 1.º | Paul Magnier       | Soudal Quick-Step     | 1 h 47 min 54 s |
| 2.º | Luke Lamperti      | Soudal Quick-Step     | + 0 s           |
| 3.º | Bryan Coquard      | Cofidis               | + 0 s           |
| 4.º | Dries De Pooter    | Intermarché-Wanty     | + 0 s           |
| 5.º | Roger Adrià        | Bora-Hansgrohe        | + 0 s           |
| 6.º | Yevgeniy Gidich    | Astana Qazaqstan Team | + 0 s           |
| 7.º | Jenno Berckmoes    | Lotto Dstny           | + 0 s           |
| 8.º | Lionel Taminiaux   | Lotto Dstny           | + 0 s           |
| 9.º | Alexander Kristoff | Uno-X Mobility        | + 0 s           |
| 10.º | Finn Fisher-Black  | UAE Team Emirates     | + 0 s           |

| \| Clasificación general \| Clasificación general \| Clasificación general \| Clasificación general \| Clasificación general \| \| Ciclista \| Ciclista \| Equipo \| Tiempo \| \| \| --------------------- \| --------------------- \| --------------------- \| --------------------- \| --------------------- \| \| 1.º \| Luke Lamperti \| Soudal Quick-Step \| 10 h 15 min 16 s \| \| \| 2.º \| Finn Fisher-Black \| UAE Team Emirates \| + 0 s \| \| \| 3.º \| Diego Ulissi \| UAE Team Emirates \| + 8 s \| \| \| 4.º \| Roger Adrià \| Bora-Hansgrohe \| + 12 s \| \| \| 5.º \| Jenno Berckmoes \| Lotto Dstny \| + 12 s \| \| \| 6.º \| Adam Yates \| UAE Team Emirates \| + 12 s \| \| \| 7.º \| Anthon Charmig \| Astana Qazaqstan Team \| + 12 s \| \| \| 8.º \| Mauri Vansevenant \| Soudal Quick-Step \| + 12 s \| \| \| 9.º \| Ben Zwiehoff \| Bora-Hansgrohe \| + 16 s \| \| \| 10.º \| Thomas Pesenti \| JCLTeam Ukyo \| + 16 s \| \| |                   |                       |                  |
| |                   |                       |                  |
| Fuente: ProCyclingStats |                   |                       |                  |
| Clasificación general |                   |                       |                  |
| Ciclista | Ciclista          | Equipo                | Tiempo           |
| 1.º | Luke Lamperti     | Soudal Quick-Step     | 10 h 15 min 16 s |
| 2.º | Finn Fisher-Black | UAE Team Emirates     | + 0 s            |
| 3.º | Diego Ulissi      | UAE Team Emirates     | + 8 s            |
| 4.º | Roger Adrià       | Bora-Hansgrohe        | + 12 s           |
| 5.º | Jenno Berckmoes   | Lotto Dstny           | + 12 s           |
| 6.º | Adam Yates        | UAE Team Emirates     | + 12 s           |
| 7.º | Anthon Charmig    | Astana Qazaqstan Team | + 12 s           |
| 8.º | Mauri Vansevenant | Soudal Quick-Step     | + 12 s           |
| 9.º | Ben Zwiehoff      | Bora-Hansgrohe        | + 16 s           |
| 10.º | Thomas Pesenti    | JCLTeam Ukyo          | + 16 s           |

### 4.ª etapa
| Fanja - Yitti Hills | etapa escarpada | (104 km) |

| \| Clasificación de la etapa \| Clasificación de la etapa \| Clasificación de la etapa \| Clasificación de la etapa \| Clasificación de la etapa \| \| Ciclista \| Ciclista \| Equipo \| Tiempo \| \| \| ------------------------- \| ------------------------- \| ------------------------- \| ------------------------- \| ------------------------- \| \| 1.º \| Amaury Capiot \| Arkéa-B&B Hotels \| 2 h 17 min 35 s \| \| \| 2.º \| Ide Schelling \| Astana Qazaqstan Team \| + 0 s \| \| \| 3.º \| Davide De Pretto \| Team Jayco AlUla \| + 0 s \| \| \| 4.º \| Jesús Herrada \| Cofidis \| + 0 s \| \| \| 5.º \| Lorenzo Rota \| Intermarché-Wanty \| + 0 s \| \| \| 6.º \| Roger Adrià \| Bora-Hansgrohe \| + 0 s \| \| \| 7.º \| Thomas Pesenti \| JCLTeam Ukyo \| + 0 s \| \| \| 8.º \| Cristián Rodríguez \| Arkéa-B&B Hotels \| + 0 s \| \| \| 9.º \| Iván Cobo \| Equipo Kern Pharma \| + 0 s \| \| \| 10.º \| Ben Zwiehoff \| Bora-Hansgrohe \| + 0 s \| \| |                    |                       |                 |
| |                    |                       |                 |
| Fuente: ProCyclingStats |                    |                       |                 |
| Clasificación de la etapa |                    |                       |                 |
| Ciclista | Ciclista           | Equipo                | Tiempo          |
| 1.º | Amaury Capiot      | Arkéa-B&B Hotels      | 2 h 17 min 35 s |
| 2.º | Ide Schelling      | Astana Qazaqstan Team | + 0 s           |
| 3.º | Davide De Pretto   | Team Jayco AlUla      | + 0 s           |
| 4.º | Jesús Herrada      | Cofidis               | + 0 s           |
| 5.º | Lorenzo Rota       | Intermarché-Wanty     | + 0 s           |
| 6.º | Roger Adrià        | Bora-Hansgrohe        | + 0 s           |
| 7.º | Thomas Pesenti     | JCLTeam Ukyo          | + 0 s           |
| 8.º | Cristián Rodríguez | Arkéa-B&B Hotels      | + 0 s           |
| 9.º | Iván Cobo          | Equipo Kern Pharma    | + 0 s           |
| 10.º | Ben Zwiehoff       | Bora-Hansgrohe        | + 0 s           |

| \| Clasificación general \| Clasificación general \| Clasificación general \| Clasificación general \| Clasificación general \| \| Ciclista \| Ciclista \| Equipo \| Tiempo \| \| \| --------------------- \| --------------------- \| --------------------- \| --------------------- \| --------------------- \| \| 1.º \| Finn Fisher-Black \| UAE Team Emirates \| 12 h 32 min 48 s \| \| \| 2.º \| Luke Lamperti \| Soudal Quick-Step \| + 3 s \| \| \| 3.º \| Diego Ulissi \| UAE Team Emirates \| + 9 s \| \| \| 4.º \| Anthon Charmig \| Astana Qazaqstan Team \| + 14 s \| \| \| 5.º \| Roger Adrià \| Bora-Hansgrohe \| + 15 s \| \| \| 6.º \| Jenno Berckmoes \| Lotto Dstny \| + 15 s \| \| \| 7.º \| Davide De Pretto \| Team Jayco AlUla \| + 15 s \| \| \| 8.º \| Adam Yates \| UAE Team Emirates \| + 15 s \| \| \| 9.º \| Mauri Vansevenant \| Soudal Quick-Step \| + 15 s \| \| \| 10.º \| Ben Zwiehoff \| Bora-Hansgrohe \| + 19 s \| \| |                   |                       |                  |
| |                   |                       |                  |
| Fuente: ProCyclingStats |                   |                       |                  |
| Clasificación general |                   |                       |                  |
| Ciclista | Ciclista          | Equipo                | Tiempo           |
| 1.º | Finn Fisher-Black | UAE Team Emirates     | 12 h 32 min 48 s |
| 2.º | Luke Lamperti     | Soudal Quick-Step     | + 3 s            |
| 3.º | Diego Ulissi      | UAE Team Emirates     | + 9 s            |
| 4.º | Anthon Charmig    | Astana Qazaqstan Team | + 14 s           |
| 5.º | Roger Adrià       | Bora-Hansgrohe        | + 15 s           |
| 6.º | Jenno Berckmoes   | Lotto Dstny           | + 15 s           |
| 7.º | Davide De Pretto  | Team Jayco AlUla      | + 15 s           |
| 8.º | Adam Yates        | UAE Team Emirates     | + 15 s           |
| 9.º | Mauri Vansevenant | Soudal Quick-Step     | + 15 s           |
| 10.º | Ben Zwiehoff      | Bora-Hansgrohe        | + 19 s           |

### 5.ª etapa
| Samail - Sierra de Jabal Akhdar | etapa de media montaña | (72 km) |

| \| Clasificación de la etapa \| Clasificación de la etapa \| Clasificación de la etapa \| Clasificación de la etapa \| Clasificación de la etapa \| \| Ciclista \| Ciclista \| Equipo \| Tiempo \| \| \| ------------------------- \| ------------------------- \| ------------------------- \| ------------------------- \| ------------------------- \| \| 1.º \| Adam Yates \| UAE Team Emirates \| 1 h 49 min 37 s \| \| \| 2.º \| Jan Hirt \| Soudal Quick-Step \| + 11 s \| \| \| 3.º \| Huub Artz \| Intermarché-Wanty \| + 29 s \| \| \| 4.º \| Cristián Rodríguez \| Arkéa-B&B Hotels \| + 34 s \| \| \| 5.º \| Diego Ulissi \| UAE Team Emirates \| + 40 s \| \| \| 6.º \| Finn Fisher-Black \| UAE Team Emirates \| + 44 s \| \| \| 7.º \| Warren Barguil \| Team dsm-firmenich PostNL \| + 1 min 01 s \| \| \| 8.º \| Mauri Vansevenant \| Soudal Quick-Step \| + 1 min 06 s \| \| \| 9.º \| Johannes Kulset \| Uno-X Mobility \| + 1 min 10 s \| \| \| 10.º \| Iván Cobo \| Equipo Kern Pharma \| + 1 min 13 s \| \| |                    |                           |                 |
| |                    |                           |                 |
| Fuente: ProCyclingStats |                    |                           |                 |
| Clasificación de la etapa |                    |                           |                 |
| Ciclista | Ciclista           | Equipo                    | Tiempo          |
| 1.º | Adam Yates         | UAE Team Emirates         | 1 h 49 min 37 s |
| 2.º | Jan Hirt           | Soudal Quick-Step         | + 11 s          |
| 3.º | Huub Artz          | Intermarché-Wanty         | + 29 s          |
| 4.º | Cristián Rodríguez | Arkéa-B&B Hotels          | + 34 s          |
| 5.º | Diego Ulissi       | UAE Team Emirates         | + 40 s          |
| 6.º | Finn Fisher-Black  | UAE Team Emirates         | + 44 s          |
| 7.º | Warren Barguil     | Team dsm-firmenich PostNL | + 1 min 01 s    |
| 8.º | Mauri Vansevenant  | Soudal Quick-Step         | + 1 min 06 s    |
| 9.º | Johannes Kulset    | Uno-X Mobility            | + 1 min 10 s    |
| 10.º | Iván Cobo          | Equipo Kern Pharma        | + 1 min 13 s    |

## Clasificaciones finales
- Las clasificaciones finalizaron de la siguiente forma:[4]

### Clasificación general
| \| Clasificación general \| Clasificación general \| Clasificación general \| Clasificación general \| Clasificación general \| \| Ciclista \| Ciclista \| Equipo \| Tiempo \| \| \| --------------------- \| --------------------- \| ------------------------- \| --------------------- \| --------------------- \| \| 1.º \| Adam Yates \| UAE Team Emirates \| 14 h 22 min 30 s \| \| \| 2.º \| Jan Hirt \| Soudal Quick-Step \| + 19 s \| \| \| 3.º \| Finn Fisher-Black \| UAE Team Emirates \| + 39 s \| \| \| 4.º \| Diego Ulissi \| UAE Team Emirates \| + 44 s \| \| \| 5.º \| Cristián Rodríguez \| Arkéa-B&B Hotels \| + 54 s \| \| \| 6.º \| Warren Barguil \| Team dsm-firmenich PostNL \| + 1 min 05 s \| \| \| 7.º \| Mauri Vansevenant \| Soudal Quick-Step \| + 1 min 06 s \| \| \| 8.º \| Johannes Kulset \| Uno-X Mobility \| + 1 min 27 s \| \| \| 9.º \| Iván Cobo \| Equipo Kern Pharma \| + 1 min 30 s \| \| \| 10.º \| Alexy Faure Prost \| Intermarché-Wanty \| + 1 min 33 s \| \| |                    |                           |                  |
| |                    |                           |                  |
| Fuente: ProCyclingStats |                    |                           |                  |
| Clasificación general |                    |                           |                  |
| Ciclista | Ciclista           | Equipo                    | Tiempo           |
| 1.º | Adam Yates         | UAE Team Emirates         | 14 h 22 min 30 s |
| 2.º | Jan Hirt           | Soudal Quick-Step         | + 19 s           |
| 3.º | Finn Fisher-Black  | UAE Team Emirates         | + 39 s           |
| 4.º | Diego Ulissi       | UAE Team Emirates         | + 44 s           |
| 5.º | Cristián Rodríguez | Arkéa-B&B Hotels          | + 54 s           |
| 6.º | Warren Barguil     | Team dsm-firmenich PostNL | + 1 min 05 s     |
| 7.º | Mauri Vansevenant  | Soudal Quick-Step         | + 1 min 06 s     |
| 8.º | Johannes Kulset    | Uno-X Mobility            | + 1 min 27 s     |
| 9.º | Iván Cobo          | Equipo Kern Pharma        | + 1 min 30 s     |
| 10.º | Alexy Faure Prost  | Intermarché-Wanty         | + 1 min 33 s     |

### Clasificación de  puntos
| Clasificación por puntos | Clasificación por puntos | Clasificación por puntos | Clasificación por puntos | Clasificación por puntos |
| Ciclista                 | Ciclista                 | Equipo                   | Puntos                   |                          |
| ------------------------ | ------------------------ | ------------------------ | ------------------------ | ------------------------ |
| 1.º                      | Finn Fisher-Black        | UAE Team Emirates        | 24 pts                   |                          |
| 2.º                      | Luke Lamperti            | Soudal Quick-Step        | 24 pts                   |                          |
| 3.º                      | Paul Magnier             | Soudal Quick-Step        | 21 pts                   |                          |
| 4.º                      | Bryan Coquard            | Cofidis                  | 21 pts                   |                          |
| 5.º                      | Adam Yates               | UAE Team Emirates        | 20 pts                   |                          |
| 6.º                      | Amaury Capiot            | Arkéa-B&B Hotels         | 20 pts                   |                          |
| 7.º                      | Diego Ulissi             | UAE Team Emirates        | 17 pts                   |                          |
| 8.º                      | Roger Adrià              | Bora-Hansgrohe           | 17 pts                   |                          |
| 9.º                      | Caleb Ewan               | Team Jayco AlUla         | 15 pts                   |                          |
| 10.º                     | Jan Hirt                 | Soudal Quick-Step        | 12 pts                   |                          |

### Clasificación de los jóvenes
| Clasificación del mejor joven | Clasificación del mejor joven | Clasificación del mejor joven | Clasificación del mejor joven | Clasificación del mejor joven |
| Ciclista                      | Ciclista                      | Equipo                        | Tiempo                        |                               |
| ----------------------------- | ----------------------------- | ----------------------------- | ----------------------------- | ----------------------------- |
| 1.º                           | Finn Fisher-Black             | UAE Team Emirates             | 14 h 23 min 09 s              |                               |
| 2.º                           | Mauri Vansevenant             | Soudal Quick-Step             | + 37 s                        |                               |
| 3.º                           | Johannes Kulset               | Uno-X Mobility                | + 48 s                        |                               |
| 4.º                           | Iván Cobo                     | Equipo Kern Pharma            | + 51 s                        |                               |
| 5.º                           | Alexy Faure Prost             | Intermarché-Wanty             | + 54 s                        |                               |

### Clasificación por equipos
| Clasificación por equipos | Clasificación por equipos | Clasificación por equipos | Clasificación por equipos |
| Equipo                    | Equipo                    | Tiempo                    |                           |
| ------------------------- | ------------------------- | ------------------------- | ------------------------- |
| 1.º                       | UAE Team Emirates         | 43 h 09 min 22 s          |                           |
| 2.º                       | Soudal Quick-Step         | + 1 min 30 s              |                           |
| 3.º                       | Intermarché-Wanty         | + 2 min 38 s              |                           |
| 4.º                       | Arkéa-B&B Hotels          | + 3 min 23 s              |                           |
| 5.º                       | Bora-Hansgrohe            | + 4 min 14 s              |                           |

## Evolución de las clasificaciones
| Etapa                   |                         | Ganador _         | Clasificación general | Puntos            | Jóvenes           | Combatividad  | Equipo            |
| ----------------------- | ----------------------- | ----------------- | --------------------- | ----------------- | ----------------- | ------------- | ----------------- |
| 1.ª etapa               | etapa llana             | Caleb Ewan        | Caleb Ewan            | Caleb Ewan        | Gleb Syritsa      | Óscar Pelegrí | Burgos-BH         |
| 2.ª etapa               | etapa escarpada         | Finn Fisher-Black | Finn Fisher-Black     | Finn Fisher-Black | Finn Fisher-Black | Óscar Pelegrí | UAE Team Emirates |
| 3.ª etapa               | etapa escarpada         | Paul Magnier      | Luke Lamperti         | Luke Lamperti     | Luke Lamperti     | Óscar Pelegrí | UAE Team Emirates |
| 4.ª etapa               | etapa escarpada         | Amaury Capiot     | Finn Fisher-Black     | Luke Lamperti     | Finn Fisher-Black | Óscar Pelegrí | UAE Team Emirates |
| 5.ª etapa               | etapa de media montaña  | Adam Yates        | Adam Yates            | Finn Fisher-Black | Finn Fisher-Black | Óscar Pelegrí | UAE Team Emirates |
| Clasificaciones finales | Clasificaciones finales |                   | Adam Yates            | Finn Fisher-Black | Finn Fisher-Black | Óscar Pelegrí | UAE Team Emirates |

## Ciclistas participantes y posiciones finales
Convenciones:
- AB-N: Abandono en la etapa "N"
- FLT-N: Retiro por arribo fuera del límite de tiempo en la etapa "N"
- NTS-N: No tomó la salida para la etapa "N"
- DES-N: Descalificado o expulsado en la etapa "N"

## UCI World Ranking
El Tour de Omán otorgó puntos para el UCI World Ranking para corredores de los equipos en las categorías UCI WorldTeam, UCI ProTeam y Continental. Las siguientes tablas son el baremo de puntuación y los diez corredores que obtuvieron más puntos:
| Posición              | 1.º | 2.º | 3.º | 4.º | 5.º | 6.º | 7.º | 8.º | 9.º | 10.º | 11.º | 12.º | 13.º | 14.º | 15.º | 16.º-30.º | 31.º-40.º |
| Clasificación general | 200 | 150 | 125 | 100 | 85  | 70  | 60  | 50  | 40  | 35   | 30   | 25   | 20   | 15   | 10   | 5         | 3         |
| Por etapa             | 20  | 15  | 10  | 5   | 3   |     |     |     |     |      |      |      |      |      |      |           |           |
| Líder                 | 5   |     |     |     |     |     |     |     |     |      |      |      |      |      |      |           |           |

| Clasificación |                    |                      |         |       |       |       |
| Posición      | Ciclista           | Equipo               | General | Etapa | Líder | Total |
| ------------- | ------------------ | -------------------- | ------- | ----- | ----- | ----- |
| 1.º           | Adam Yates         | UAE Emirates         | 200     | 20    | -     | 220   |
| 2.º           | Jan Hirt           | Soudal Quick-Step    | 150     | 15    | -     | 165   |
| 3.º           | Finn Fisher-Black  | UAE Emirates         | 125     | 20    | 10    | 155   |
| 4.º           | Diego Ulissi       | UAE Emirates         | 100     | 13    | -     | 113   |
| 5.º           | Cristián Rodríguez | Arkéa-B&B Hotels     | 85      | 5     | -     | 90    |
| 6.º           | Warren Barguil     | dsm-firmenich PostNL | 70      | -     | -     | 70    |
| 7.º           | Mauri Vansevenant  | Soudal Quick-Step    | 60      | -     | -     | 60    |
| 8.º           | Johannes Kulset    | Uno-X Mobility       | 50      | -     | -     | 50    |
| 9.º           | Iván Cobo          | Kern Pharma          | 40      | -     | -     | 40    |
| 10.º          | Alexy Faure Prost  | Intermarché-Wanty    | 35      | -     | -     | 35    |